# Mickie Most
Michael Peter Hayes, más conocido como Mickie Most (20 de junio de 1938 - 30 de mayo de 2003) fue un productor musical británico que bajo su dirección produjo numerosos artistas como The Animals, Herman's Hermits, The Nashville Teens, Donovan, Lulu, Suzi Quatro, Hot Chocolate, The Arrows, Racey, y The Jeff Beck Group. Además fue el fundador del sello discográfico RAK Records.

## Biografía

### Inicios
Most nació como Michael Peter Hayes en Aldershot, Hampshire. Era hijo de un sargento mayor del ejército, se trasladó con sus padres a Harrow en 1951. Fue influenciado por el skiffle y el rock and roll en su juventud. Salió de la escuela a los 15 años y trabajó como camarero-cantante en el 2i Coffee Bar en Londres, donde hizo amistad con el futuro mananger de Led Zeppelin y socio de negocios Peter Grant, y formó un dúo con Alex Wharton (aka Alex Murray) que se llamó The Most Brothers. Ellos grabaron el sencillo Takes A Whole Lotta Loving to Keep My Baby Happy para Decca Records antes de que se disolviera. Wharton más tarde pasó a producir el sencillo de The Moody Blues Go Now. Después de cambiar su nombre a Mickie Most en 1959, Mickie viajó a Sudáfrica con su esposa Christina, y formó un grupo de pop, Mickie Most and the Playboys. La banda anotó 11 Nº 1 consecutivos allí, en su mayoría versiones de Ray Peterson, Gene Vincent, Buddy Holly y Eddie Cochran. De regresó a Londres en 1962, trabajo como vendedor de paquetes turísticos, y grabó Mister Porter, N º 45 en el UK Singles Chart en julio de 1963 y The Feminine Look en 1963, con Jimmy Page en la guitarra, el cual tuvo un éxito moderado.

### Como Productor
Cansado de vender paquetes turísticos, Most decidió concentrarse en otros aspectos de la Industria musical. Su primer trabajo fue la venta de discos y posteriormente comenzó a trabajar como productor para Columbia Records. Después de descubrir a The Animals en el Club A-Go-Go de Newcastle, se ofreció a producir su primer single, Baby Let Me Take You Home, que alcanzó el número 21 en el UK Singles Chart. Su siguiente sencillo, The House of the Rising Sun, se convirtió en un éxito internacional.
Most también se encargó de la producción de una banda de Manchester llamada Herman's Hermits después de haber sido contactado por su mánager Harvey Lisberg a sugerencia de Derek Everett. Su primer sencillo, "I'm into Something Good", fue número 1 en 1964, comenzando una serie de éxitos tanto de sencillos como de álbumes (diez millones de copias vendidos en un año), con el grupo durante un tiempo desafiando a The Beatles en popularidad en los Estados Unidos. Su manejo con los pies en el suelo de los artistas, su visión para los negocios y la habilidad para la selección de sencillos de éxito lo establecieron como uno de los productores más exitosos de Gran Bretaña y lo mantuvieron en la demanda a lo largo de los años 1960 y 1970.
En julio de 1964, Most produjo otro top 10 con una versión de la canción de John D. Loudermilk Tobacco Road, interpretada por The Nashville Teens. En septiembre de 1964, con Most como productor, Brenda Lee grabó Is It True y What'd I Say. "Is It True", fue lanzado en Inglaterra, y más tarde en los EE.UU. y se convirtió en un éxito, ganando un disco de oro. What'd I Say se convirtió en otro éxito en toda Europa, pero nunca fue puesto en libertad en los EE.UU. Most obtuvo el mismo éxito con otros artistas para quien produjo álbumes y sencillos entre 1964 y 1969, en particular Donovan con Sunshine Superman, Mellow Yellow, Jennifer Juniper, y The Hurdy Gurdy Man, y Lulu con To Sir, with Love, The Boat That I Row, Boom Bang-a-Bang (la cual terminó como canción ganadora en el Festival de Eurovisión 1969), Me the Peaceful Heart, y I'm a Tiger. Most también produjo los sencillos de The Seekers Days of My Life y Love Is Kind, Love Is Wine en 1968, y de Nancy Sinatra The Highway Song en 1969. Además, en los la década de los 60, Most firmaron y produjo artistas como el guitarrista Terry Reid, y el grupo femenino The She Trinity.
Como era costumbre en Inglaterra, la mayoría sus producciones fueron apoyados por músicos de sesión con sede en Londres, incluyendo a Big Jim Sullivan y Jimmy Page en la guitarra, John Paul Jones en el bajo, Nicky Hopkins al piano, y Bobby Graham en la batería. Most produjo los éxitos de Jeff Beck Love is Blue y Hi Ho Silver Lining y los álbumes de Jeff Beck Group Truth y Beck-Ola. Él unió al grupo de Beck con Donovan para producir el sencillo Barabajagal. En 1967, después del fracaso comercial y de crítica del álbum de The Yardbirds Little Games, decidió mantenerse al margen de los grupos de rock. The Yardbirds se opusieron a su insistencia en que cada canción debía durar máximo tres minutos y que la producción de álbumes era posterior a la grabación y el lanzamiento de los sencillos. Su enfoque cerrado también lo llevó a la ruptura con Donovan a finales de 1969. Most y Donovan se reconciliaron y se reunieron en 1973 para la producción del álbum Cosmic Wheels en que Most fue acreditado bajo su nombre real, Michael Peter Hayes.

### RAK Records
A pesar de estos contratiempos, Most estableció su propia compañía de producción en 155 Oxford Street, Londres, compartiéndola con su socio Peter Grant. Fue a través de esta asociación que Most logró la gestión de The Yardbirds. En 1968, Most y Grant fundaron RAK Management, pero la participación de Grant con The Yardbirds, que pronto evolucionó hacia Led Zeppelin, significaba que Most tenía el control total de la empresa a finales de 1969. RAK Records y RAK Music Publishing se pusieron en marcha en 1969. RAK Music Publishing posee los derechos de autor de canciones populares como You Sexy Thing compuesta por el cantante de Hot Chocolate Errol Brown y I Love Rock 'n Roll, escrito por Alan Merrill y Jake Hooker de la banda The Arrows. Ambos actos fueron producidos por Most. 
Con RAK Records, el éxito de Most continuó con la cantante de folk Julie Felix a quien produjo la grabación de una versión de El Cóndor Pasa de Simon & Garfunkel. Felix fue la primera artista que firmó con el sello. Most produjo en 1970 el éxito de Mary Hopkin Temma Harbour para Apple Records, seguida de la canción participante por Reino Unido en el festival de Eurovisión de ese mismo año Knock, Knock Who's There?. En 1970, Most se acercó a Suzi Quatro y logró para ella un contrato de grabación después de verla en un concierto en un salón de baile de Detroit con la banda Cradle (que también tenía las hermanas de Quatro Arlene, Patti, y Nancy como integrantes). Quatro estaba entre una creciente lista de artistas firmados a RAK Records que incluía la banda CCS de Alexis Korner, The Arrows, Smokie (con Chris Norman) (originalmente deletreado Smokey), Hot Chocolate, Angie Miller, Chris Spedding y Heavy Metal Kids. Bajo el equipo de composición y producción liderado por Nicky Chinn y Mike Chapman, RAK anotó varios singles número 1 en el UK Singles Chart con Suzi Quatro (Can Can y Devil Gate Drive) y  Mud (Tiger Feet, Lonely This Christmas y Oh Boy).
Para RAK en los años 70, Most también produjo éxitos para New World, Duncan Browne, Cozy Powell, Tam White, Kandidate, y Racey, así como álbum de 1976 Chris Spedding del artista homónimo, el cual era su primer disco en solitario. También produjo We Vibrate, el primer single de la banda de punk The Vibrators. En 1980, Most descubrió a Kim Wilde, que estaba haciendo coros para su padre Marty Wilde en una sesión de grabación. Después de escucharla, Most firmó a Wilde quien inmediatamente anotó un éxito con Kids in America que alcanzó el número 2 en el UK Singles Chart, y el número 25 en la lista Billboard de EE.UU.

### Carrera posterior
Most fue panelista en el programa de talentos de televisión New Faces de ITV, donde sus duras evaluaciones a los concursantes prefiguraron el estilo de Simon Cowell. Fue productor de Revolver, un programa de televisión dedicado al punk rock el cual estaba en desacuerdo con su enfoque de "fábrica de estudio" a la música pop. Most preguntó por Kate Bush la cual apareció como invitada en el episodio piloto. En la década de 1980, la Johnny Hates Jazz, que contó como miembro el hijo de Most Calvin Hayes, también firmó con RAK Records. RAK fue vendida a EMI en 1983, pero fue restablecida en 1988. Most fue uno de los primeros productores en poseer los derechos de sus producciones y se encargó de la administración de RAK Studios, inaugurados en 1976 en St John's Wood, el cual se encuentra activo actualmente.
En 1995, la fortuna de Most se estimó en 50 millones de libras y él apareció en la lista anual de The Sunday Times entre los 500 hombres más ricos en Inglaterra. Su casa, en Totteridge Lane, Londres, se afirma que es la casa privada más grande en el Reino Unido, por un valor estimado de 4 millones de libras. Su trabajo de producción disminuyó después de que fuera diagnosticado con cáncer en el año 2000.

### Fallecimiento
El 30 de mayo de 2003, Most murió en su casa en Londres a los 64 años por un mesotelioma peritoneal, una variante extraña de cáncer . Fue incinerado en el crematorio de Golders Green. Le sobreviven su esposa Christina y sus tres hijos: Calvin, Nathalie y Cristalle. Una placa azul para conmemorar su vida, donado por la Heritage Foundation/Musical Heritage,  se dio a conocer en RAK Studios el 16 de mayo de 2004. El almuerzo y la subasta que siguió recaudaron más de 40.000 libras que fueron donados para la investigación del mesotelioma.